# Agrilus litura
Agrilus litura é uma espécie de inseto do género Agrilus, família Buprestidae, ordem Coleoptera.
Foi descrita cientificamente por Kiesenwetter, 1857.